# 月刊ASUKAファンタジーDX
『月刊ASUKAファンタジーDX』（げっかんあすかファンタジーデラックス、Asuka Fantasy DX、Fantasy DX）は、かつて角川書店が発行していた日本の少女漫画雑誌。増刊を含め通巻80号まで発行された。
『月刊ASUKA』の増刊号が前身。隔月刊発行を経て、1994年に月刊誌として創刊（1994年6月号）。発売日は前月18日。1996年1月号から『ふぁんデラ』に誌名を変更（ただし、表紙ロゴ背景や付近には短縮前の名称である「ASUKAファンタジーDX」も書かれていた）。少女漫画の他、『アンジェリーク』や『カウボーイビバップ』を含む冒険漫画やSF漫画、角川スニーカー文庫のコミカライズを掲載。2000年10月18日発売の11月号を最後に休刊。

## 主な掲載作品
- あぶない丘の家（萩尾望都）
- アルスラーン戦記（作画:中村地里 原作:田中芳樹）
- アルバレアの乙女（作画:モテギ春恵 原作:本多かほる）
- アンジェリーク（由羅カイリ）
- 一天四海（華不魅）
- 癒しの葉（紫堂恭子）
- オリスルートの銀の小枝（紫堂恭子）
- カウボーイビバップ（南天佑）
- 風翔ける国のシイちゃん（中田友貴）
- 風よ、万里を翔けよ（作画:秋乃茉莉 原作:田中芳樹）
- 小娘オーバードライブシリーズ（作画:むっちりむうにい 原作:笹本祐一）
- 真・烈華封魔伝（葉月しのぶ）
- ジンちゃんとあそぼ（葉月しのぶ）
- 聖魔伝（氷栗優）
- 聖♥ライセンス（飯田晴子）
- ツイン・クロス（葉月しのぶ）
- 僕だけが知っている（竹宮惠子）
- 日帰りクエストシリーズ（作画:南天佑 原作:神坂一）
- ファイアーエムブレム（佐野真砂輝&わたなべ京）
- ファイアーエムブレム外伝（佐野真砂輝&わたなべ京）
- 燕京伶人抄（皇なつき）
- 魔法使いTai!（太田多美）
- 夜光雲（華不魅）
- ロードス島戦記 ディードリット物語（よねやませつこ）